# Armando da Farmácia
Armando Tavares Filho, mais conhecido como Armando da Farmácia (Ubatã, 14 de janeiro de 1957), é um farmacêutico e político brasileiro, filiado ao Solidariedade. Foi vereador de 1989 a 2000 e prefeito de 2005 a 2012 do município de Itaquaquecetuba.

## Biografia

### Carreira política
Entrou na política aos 18 anos, candidatando-se à vereador em sua cidade natal. Veio para São Paulo, mais especificamente para a cidade de Itaquaquecetuba trazendo consigo sua família. No município trabalhou por vários anos como atendente de farmácia, em alguns estabelecimentos do gênero na cidade. Pouco tempo depois, ele adquiriu sua própria farmácia, localizada no bairro do Jardim Caiuby, em Itaquaquecetuba. Com isso, surge o apelido pelo qual ele é mais conhecido.
Paralelo aos afazeres em seu estabelecimento, Armando realizava trabalhos sociais na comunidade do Jardim Caiuby. Em 1988 candidatou-se a vereador por Itaquaquecetuba e tornou-se vitorioso com o maior número de votos. Quatro anos mais tarde, repetiu o feito e novamente foi o vereador mais votado. Em 1996, Armando da Farmácia é o mais votado e entra para o terceiro mandato consecutivo. Em 2000, Armando da Farmácia candidata-se a prefeito de Itaquaquecetuba, sendo derrotado por Mário Moreno (PMDB) por uma diferença de 1.091 votos, ficando com 25.637 votos (30,29%), enquanto Moreno foi eleito com 26.728 votos (31,58%).

### Prefeito de Itaquaquecetuba
Em 2004, Armando da Farmácia lança novamente sua candidatura e, devido a sua alta popularidade, foi eleito prefeito de Itaquá pelo então Partido Liberal (posteriormente Partido da República), tendo como vice Dr. Ronaldo Vlademir Ferreira (PP). No dia 1 de janeiro de 2005, Armando da Farmácia tomou posse da prefeitura de Itaquaquecetuba.
Em 2008 foi reeleito prefeito de Itaquaquecetuba, em uma eleição em que teve como principal adversário o engenheiro Valdir Coelho (então pelo PSDB).

## Controvérsias

### Improbidade administrativa
Armando foi denunciado pelo Ministério Público de Itaquá devido a uma improbidade administrativa praticada por ele durante seu governo, estimando uma ação de mais de R$ 4,3 milhões. A Oficial da Justiça, embora não ter conseguido entrar em contato com o ex-prefeito, enviou informações relativas à ação:
CERTIDÃO – MANDADO CUMPRIDO NEGATIVO CERTIFICO eu, Oficiala de Justiça, que em cumprimento ao mandado nº 278.2013/030675-7 dirigi-me à Rua Rio São Francisco nº 268 Vila Nely-nesta cidade, por diversas vezes, em dias e horários diferentes (08/11; 11/11; 19/11; 23/11; 28/11; 01/12 e 08/12 ) e, ali estando, em quase todas as diligências, encontrei o imóvel fechado e ninguém atendeu. Na diligência do dia 19/11 fui atendida pelo interfone pelo Sr. Vital, que assim declarou se chamar e ser prestador de serviços ali(higienização de piscinas) e ele informou que o executado Armando Tavares Filho é o proprietário da casa, porém, comparece no imóvel esporadicamente. Por cautela, dirigi-me ainda, outras vezes a fim de encontrar o executado no imóvel, contudo, restou infrutíferas as novas tentativas visto que não o encontrei. Indaguei moradores vizinhos e eles também informaram que o requerido raramente comparece na casa mas é proprietário dela, que ainda, viaja constantemente para a Bahia. Diante do exposto, deixei de notificar e intimar Armando Tavares Filho e devolvo o presente mandado para os devidos fins de direito. O referido é verdade e dou fé.

### Denúncias de corrupção
Em 2007, Armando Tavares Filho foi denunciado pelo ministério público, acusado pela própria filha de desvio de dinheiro público e enriquecimento ilícito para a aquisição de propriedades no estado da Bahia. Uma liminar na justiça impediu a veiculação de uma matéria na Rede Record expondo as denúncias de corrupção contra o prefeito. Atualmente o prefeito encontra-se distante do município, talvez, onde tem suas posses que incluem uma ilha no estado da Bahia, após ter deixado uma dívida na prefeitura em torno de 900 milhões de reais.

### Insulto aos estudantes da ETEC
Após Armando dar declarações polêmicas, como falar que os estudantes "comiam demais", surgiu outro escândalo envolvendo o prefeito e a educação. Ao visitar a ETEC de Itaquaquecetuba, Armando insultou os estudantes, chamando os mesmos de "vagabundos". O assunto repercutiu negativamente na mídia local.